# Eryk I (książę Szlezwika)
Eryk I (ur. ok. 1242 r., zm. 27 maja 1272 r.) – książę Szlezwika od 1257 r.

## Życiorys
Eryk był młodszym synem księcia Szlezwika i króla Danii Abla z dynastii Estrydsenidów i Matyldy, córki hrabiego Holsztynu Adolfa IV (późniejszej żony potężnego szwedzkiego jarla, Birgera). W 1257 r. po bezpotomnej śmierci w młodym wieku swego starszego brata Waldemara III objął władzę w południowej Jutlandii (księstwo Szlezwiku).
Król Krzysztof I sprzeciwił się temu, wobec czego Waldemar sprzymierzył się z opozycją w Danii oraz księciem Rugii Jaromirem II, którego córkę poślubił. Walki przeciwko Krzysztofowi oraz jego następcom trwały do końca życia Eryka. W 1261 r. Eryk pokonał Duńczyków w bitwie pod Lohheide. Pojmał wówczas króla Eryka Glippinga i jego matkę, regentkę królestwa Małgorzatę Samborównę. W 1262 r. uwolnił Małgorzatę, w zamian za uznanie swej władzy w Szlezwiku oraz oddanie mu wyspy Als. W 1264 r. uwolnił młodego króla. W 1268 r. uzyskał zamek Gottorp.

## Rodzina
Ok. 1260 r. Eryk poślubił Małgorzatę (zm. w 1272 r.), córkę księcia Rugii Jaromira II. Z tego małżeństwa pochodziło troje dzieci:
- Waldemar IV, następca ojca w księstwie Szlezwika,
- Małgorzata, żona hrabiego Schwerinu Helmolda III,
- Eryk, książę Langelandu.